# Comtat de Middlesex (Massachusetts)
El Comtat de Middlesex —Middlesex County (anglès)—, va ser fundat el 1643, és un dels catorze comtats dels Estats Units en que es divideix Massachusetts. El 2008 aquest comtat tenia 1.482.478 habitants. La seu del comtat és Cambridge. La ciutat més poblada és Lowell

## Geografia
Segons l'Oficina del Cens dels Estats Units, el comtat té una superfície total de 2,195 km2 (847.5 sq mi), de la qual 2,133 km2 (823.6 sq mi) és terra i 63 km2 (24.3 sq mi) (2,84%) és aigua.

## Demografia

Piràmide d'edat al comtat

Al cens de 2000 hi havia 1.465.396 persones, 561.220 llars, i 360.864 famílies residint al comtat. El 85,88% eren blancs, 3,36% afroamericans, 0.15% amerindis, 6,26% asiàtics 2,07% altres races i 2,24% de dues o més races. El 4,55% de la població era d'origen hispànic. El 79.6% de la població parlava anglès i el 4,3% castellà a casa com a llengua materna. El comtat de Middlesex es el comtat amb més descendents d'irlandesos que qualsevol altre comtat en els Estats Units.
La renda per capita mitjana del comtat el 2007 era de 74.010$, i l'ingrés familiar mitjà el 2007 era de 91.461$.